# Roy Hamilton
Roy Hamilton, född 16 april 1929 i Leesburg, Georgia, död 20 juli 1969 i New Rochelle, New York, var en amerikansk sångare, som nådde stora framgångar i USA på R&B- och pop-listorna på 1950-talet. Han är mest känd för sina inspelningar av "You'll Never Walk Alone", "Unchained Melody" och "You Can Have Her".
Hamilton avled 1969 efter en stroke, vid 40 års ålder, i New Rochelle i New York.
Hamilton var invald i Georgia Music Hall of Fame 2010.

## Diskografi

### Singlar
- "You'll Never Walk Alone" (1954)
- "If I Loved You" (1954)
- "Ebb Tide" (1954)
- "Hurt" (1954)
- "Unchained Melody" (1955)
- "Forgive This Fool" (1955)
- "Without A Song" (1955)
- "Everybody's Got A Home" (1955)
- "So Long" (1957)
- "Don't Let Go" (1957)
- "Pledging My Love" (1958)
- "I Need Your Lovin'" (1959)
- "Time Marches On" (1959)
- "You Can Have Her" (1961)
- "You're Gonna Need Magic" (1961)